# NGC 5665
NGC 5665 is een balkspiraalstelsel in het sterrenbeeld Ossenhoeder. Het hemelobject werd op 30 januari 1784 ontdekt door de Duits-Britse astronoom William Herschel.

## Synoniemen
- UGC 9352
- IRAS 14299+0817
- MCG 1-37-24
- Arp 49
- ZWG 47.84
- VV 412
- KUG 1429+082
- PGC 51953